# Zuzanna Helska
Zuzanna Helska (ur. 7 sierpnia 1929 we Lwowie, zm. 3 grudnia 2016 we Wrocławiu) – polska aktorka.

## Życiorys
W latach 1948–1953 była adeptką w Teatrze Dolnośląskim w Jeleniej Górze. W latach 1953–1954 występowała w Teatrze Bałtyckim w Koszalinie, a w latach 1954–1967 w Teatrze Rozmaitości we Wrocławiu. W latach 1967–1990 była aktorką Teatru Współczesnego we Wrocławiu (powstałego w miejsce Teatru Rozmaitości).
W 1983 roku została odznaczona Złotym Krzyżem Zasługi.

## Wybrana filmografia
- 2012: Lubię mówić z Tobą – jako chora matka dozorcy
- 2005: Boża podszewka II – jako stara Niemka
- 2005: Stacja Mirsk – jako żona profesora
- 2005: Komornik – jako Kołodziejska
- 2003–2006: Fala zbrodni – jako staruszka zatrzymująca konwój
- 1999–2007, 2010: Świat według Kiepskich – jako Anielka/Paulinka/Kobieta
- 1998–1999: Życie jak poker – jako ciotka Szymona
- 1997: Farba – jako sąsiadka babci
- 1994: Polska śmierć – jako portierka w bibliotece
- 1976: Znaki szczególne – jako sprzedawczyni w sklepie